# Canato de Turfã
O Canato de Turfã/Turpan (chinês tradicional: 吐魯番汗國), também conhecido como Mogulistão Oriental,  Reino do Uiguristão  foi um canato turco-mongol muçulmano sunita governado pelos descendentes de Chagatai Cã. Foi fundada por Ahmad Alaq em 1487, com sede em Turfã, como a divisão oriental do Mogulistão, ele próprio um ramo oriental do Canato de Chagatai.
A maioria dos territórios do Canato de Turfã foi conquistada pelo Canato de Iarcanda, o ramo ocidental do Mogulistão, em 1570.

## História
Em 1487, Ahmad Alaq conquistou a independência de seu irmão Mahmud,  e governou a parte norte da Bacia do Tarim de Turfã no leste (hoje Gaochang, Turfã em Xinjiang).  Sob Ahmad Araq e seu filho mais velho, Mansur, Turfã tornou-se mais muçulmano. 
Ahmad Alaq fez as pazes com a China Ming, que estava em conflito pelo controle do Kara Del em Hami desde a época de seu pai Yunus Cã, e trocou enviados.  No início de 1500, Ahmad Alaq foi derrotado e morto em uma batalha contra Maomé Xaibani do Canato de Bucara. 
Mansur, que sucedeu Ahmad Araq no trono, ocupou Turfã e Aksu.   Mansur derrotou seu irmão, o sultão Said Cã, que governava o oeste do Mogulistão, e o exilou. Mansur lutou novamente com a dinastia Ming pelo reino Kara Del, sediado em Hami, e Mansur conquistou o reino e colocou a região sob seu controle em 1513.  Com a conquista, os budistas da área de Hami migraram para o território controlado pelos Ming, e os budistas das áreas a oeste de Hami desapareceram.  O historiador Mirza Muhammad Haidar Dughlat caracterizou a batalha de Mansur com a dinastia Ming por Hami como uma " guerra santa". 

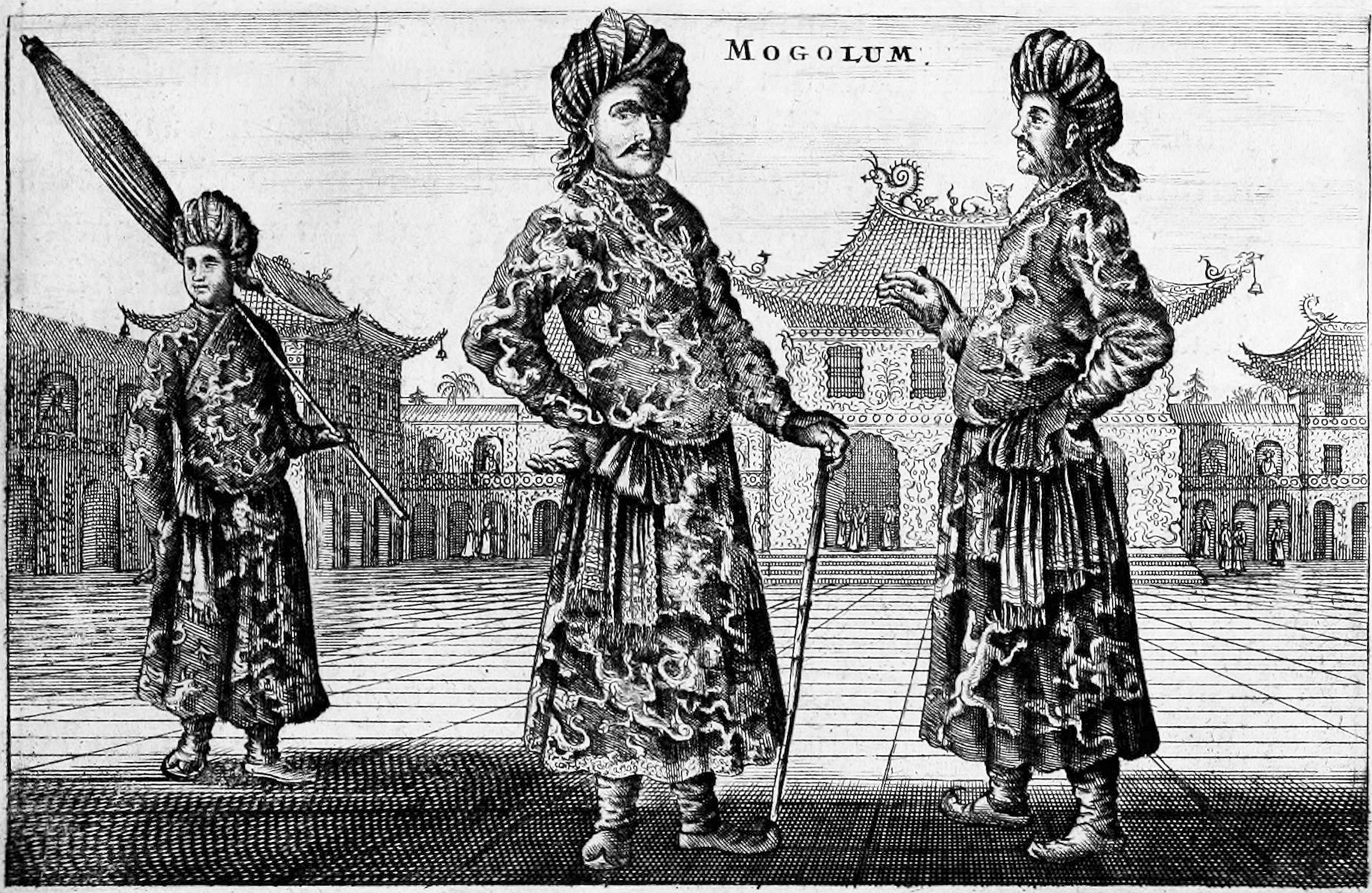
"Embaixada Mogol", vista pelos visitantes holandeses em Pequim em 1656. De acordo com Lach e Kley (1993), os historiadores modernos (nomeadamente, Luciano Petech) pensam que os emissários retratados vieram de Turfã, e não da Índia Mogol.

Enquanto Mansur lutava contra a China Ming, o sultão Said Khan estava sob a proteção de seu primo, Babur, da Dinastia Timúrida, em Cabul.  Em resposta à captura de Samarcanda por Babur, o Mir de Duglat capturou o Vale de Fergana e o presenteou ao Sultão Said Cã.  Usando isso como ponto de apoio, o sultão Said Cã retornou ao Mogulistão e derrotou Mirza Abu Bakr Dughlat em Dughlat, e em 1514 declarou-se Cã.   Havia também uma facção na divisão Duglat que se opunha a Abu Bakr, e Mirza Muhammad Haidar e outros apoiavam o sultão Said Cã. 
No início, os irmãos Mansur Cã e Sultão Said Cã estavam em desacordo, mas acabaram por se reconciliar,  e os Khans do Moghulistão coexistiram no leste e no oeste.  O sultão Said tentou avançar para a região das estepes a oeste, mas foi bloqueado pelos uzbeques e cazaques, e acabou tomando posse da Bacia ocidental do Tarim, centrada em Casgar e Iarcanda. Como resultado, o governo do sultão Said Cã e seus descendentes passou a ser conhecido como o Canato de Iarcanda. 
A partir do século XVI, os líderes dos Cojas passaram a ter uma forte influência, substituindo a facção Dughlat, que tradicionalmente tinha uma forte influência no Mogulistão.  

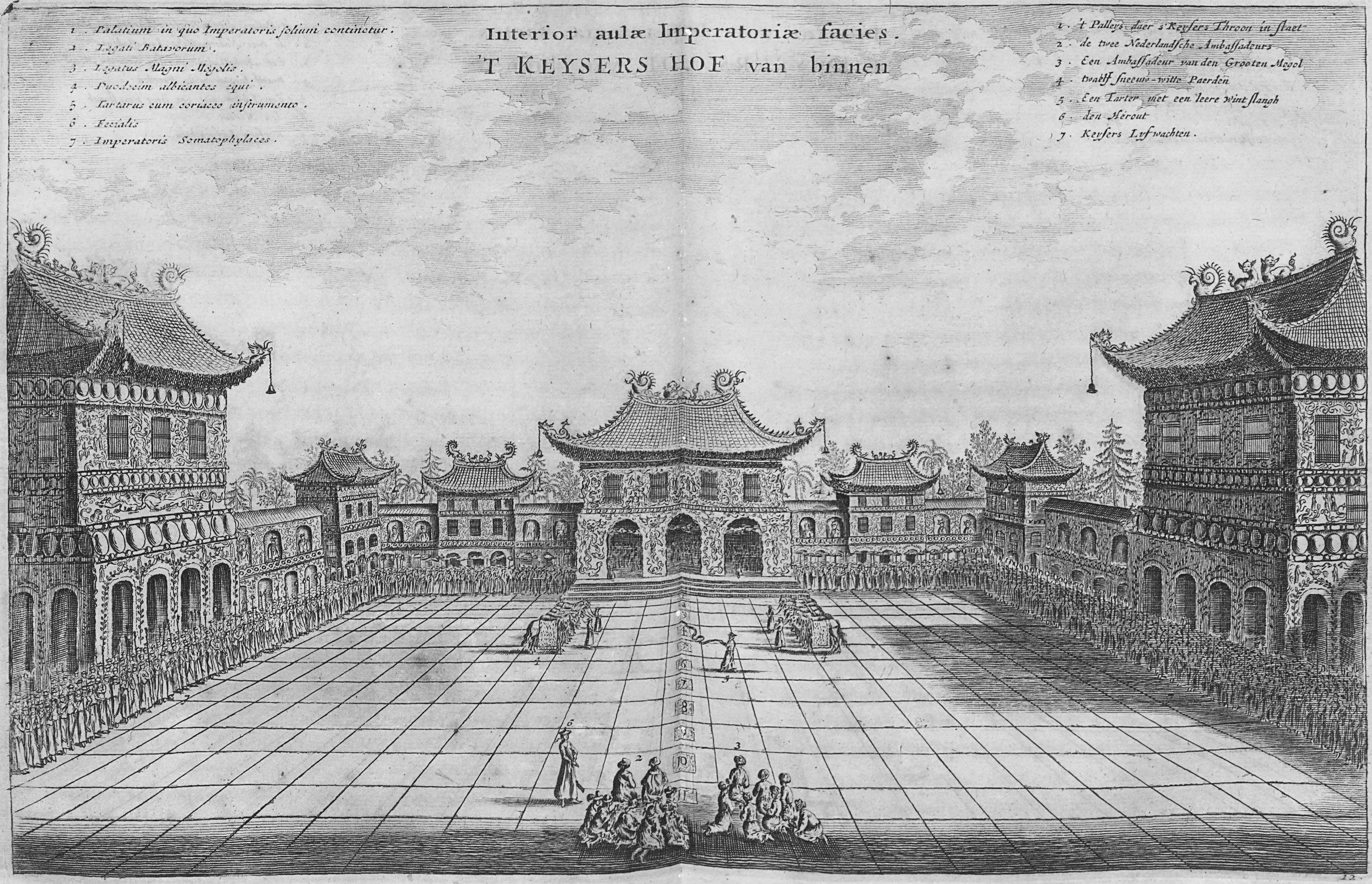
A suposta "embaixada Mogol" de Turfã (grupo "3") na corte chinesa em 1656, juntamente com a embaixada da Holanda ("Batavorum", grupo "2").

O Canato de Turfã declinou rapidamente após a morte de Mansur sob o reinado de Xá Cã e, em 1570, o Canato de Turfã foi invadido por um exército liderado por Abduraim Sultão (irmão de Abdul Karim Cã),  o governador de Cotã no Canato de Iarcanda. O monarca, Muhammad Khan ibn Mansur Cã, foi capturado e feito prisioneiro, e o Canato de Turfã desapareceu dos textos históricos. Quraish, que se rebelou, foi subjugado pelo exército enviado por Abdul Karim Cã, e Turfã ficou sob o controle do Canato de Iarcanda.   A última coisa que se ouviu sobre o Canato de Turfã foram as embaixadas enviadas de Turfã para Pequim em 1647 e 1657. A Dinastia Qing da China considerava-os como embaixadas de um verdadeiro "Chagataiado". 

## Governantes
| N° | Nome                      | Reinado   |
| -- | ------------------------- | --------- |
| 1  | Ahmad Alaq                | 1487-1504 |
| 2  | Mansur Cã                 | 1503–1543 |
| 3  | Barbearia                 | 1543      |
| 4  | Xá Cã                     | 1545–1570 |
| 5  | Muhammad Cã ibn Mansur Cã | 1570      |